# Кутин (крепость)
Кутин (нем. Quetzin) — крепость полабских славян на острове Коль в Плауэр-Зе. Считается, что она была главным укреплением племени варнов. Возведение Кутина датируется поздним X веком. После 1164 года он был разрушен Генрихом Львом, завоевавшим и крестившим славянские земли. Окрестности Кутина после этого перешли во владения феодалов Верле. Поселение Кутин утратило своё значение после основания более удобного для торговли города Плау.